# Giovanni Liverani
Giovanni Liverani (Udine, 1º giugno 1964) è un manager italiano attuale Presidente dell’ANIA, l’Associazione Nazionale fra le Imprese Assicuratrici; Presidente del Consiglio di Amministrazione di Genertel SpA e Vicepresidente della FEBAF (Federazione Banche, Assicurazioni e Finanza).
È stato membro del Group Management Committee di Generali e CEO di Generali Deutschland AG e di Generali Versicherungen. È stato tra i fondatori di Genertel, la prima compagnia assicurativa diretta online in Italia. Nel 2019 è stato incluso nella classifica "Germany's 100 Best CEOs", unico italiano.

## Biografia
Giovanni Liverani ha conseguito la laurea in Ingegneria delle Tecnologie Industriali presso il Politecnico di Milano. Ha iniziato la sua carriera nei primi anni Novanta presso la sede centrale delle Assicurazioni Generali a Trieste, come ingegnere dello sviluppo. Nel luglio 1994 è stato tra i fondatori di Genertel, la prima compagnia assicurativa diretta online in Italia, entrando a far parte del management board e supervisionando un team di oltre 600 venditori. Nel gennaio 2006 ha assunto il ruolo di Area Manager di Generali, con responsabilità sulle business unit in Germania e Austria. Nello stesso periodo ha anche fondato il progetto internazionale del Gruppo Generali dedicato ai canali diretti.
Dal febbraio 2011 al dicembre 2012 è stato Head of Central Europe, coordinando le attività in Germania, Austria e Svizzera. Successivamente, è stato nominato Head of Business Performance Management Unit (BPMU) Central Europe e, da novembre 2013 ad aprile 2015, ha ricoperto il ruolo di Regional CEO e Head of EMEA (Europa, Medio Oriente e Africa), supervisionando 23 compagnie assicurative, 4 holding e 29 società di servizi distribuite tra Austria, Svizzera, Spagna, Portogallo, Turchia, Grecia, Belgio, Olanda, Irlanda, Guernsey, Emirati Arabi Uniti e Tunisia.
Il 1° aprile 2015 Liverani ha assunto il ruolo di CEO di Generali Deutschland AG e Generali Versicherung, entrando contestualmente a far parte del Group Management Committee di Generali, il board apicale del colosso assicurativo. Durante il suo mandato, ha guidato una profonda ristrutturazione delle attività del gruppo in Germania, con l’obiettivo di semplificare i processi, consolidare le reti di distribuzione, migliorare l’offerta ai clienti e rafforzare il brand Generali, portandolo a diventare il secondo operatore del mercato assicurativo tedesco.
Da settembre 2022 fino ad aprile 2024 ha ricoperto la carica di CEO della business unit "Germania, Austria e Svizzera" di Generali, la seconda business unit del gruppo. In tale ruolo ha gestito un'area strategica, contribuendo a rendere la Germania il principale mercato di Generali al di fuori dell’Italia.
Nel 2024 è stato eletto Presidente dell’ANIA. Da aprile 2025 è Vicepresidente della FEBAF (Federazione Banche, Assicurazioni e Finanza).

## Riconoscimenti
- Giugno 2022: “Notable Alumnus” del Politecnico di Milano.[15]
- Maggio 2019: “Top100 CEOs in Germany” - Assegnato dalla rivista Deutschland Manager Magazine.[4]

## Articoli
- Matthias Kamp, Stephanie Heise: Liverani, CEO di Generali: «La situazione è seria».” WirtschaftsWoche Online. 30 luglio 2015.
- Karin Finkenzeller: «Non ci sarà una recessione duratura». WirtschaftsWoche. 18 luglio 2020.
- Laura Galvagni: Liverani: «Ania unirà tutte le compagnie e batterà la sotto assicurazione». Il Sole 24 Ore. 21 marzo 2025